# Riesen-Ameisenjungfer
Die Riesen-Ameisenjungfer (Palpares libelluloides) ist ein Netzflügler aus der Familie der Ameisenjungfern (Myrmeleontidae).

## Merkmale
Die Tiere erreichen eine verhältnismäßig große Vorderflügellänge von 50 bis 60 Millimetern und sind damit in Europa mit keiner anderen Art der Ameisenjungfern zu verwechseln. Die sehr breiten Flügel sind variabel dunkelbraun gefleckt. Die Männchen kann man anhand ihrer langen, feinen Genitalanhänge erkennen. 

## Vorkommen
Die Art ist im Mittelmeerraum weit verbreitet. Sie besiedelt Brachland, Macchie und felsige Hänge vom Flachland bis in Lagen von etwa 1000 Metern Seehöhe. 

## Lebensweise
Die tag- und dämmerungsaktiven Imagines kann man von Mai bis September beobachten. Ihr Flug ist in der Regel nur kurz und erfolgt dicht über dem Boden. Die Larven bauen keine Fangtrichter. Sie leben im Wurzeldetritus von Sträuchern und niedriger Vegetation.